# Chinatown (Manchester)
La Chinatown di Manchester  (in cinese tradizionale 雪曼徹斯特中國城 semplificato 曼彻斯特中国城) è lo storico enclave etnico cinese della città. È la seconda più grande Chinatown nel Regno Unito e la terza più grande in Europa.

## Storia
I primi coloni arrivarono in città all'inizio del XX secolo, con il primo ristorante cinese, Ping Hong, che fu aperto nel 1948 su Oxford Street, alla vigilia di un'ondata di immigrazione cinese che sarebbe iniziata negli anni 1950. Manchester non aveva una significativa popolazione cinese, raggiungendo solo circa 2.000, tuttavia, dopo la seconda guerra mondiale, ci furono gravi carenze di manodopera e, in risposta, il governo approvò il British Nationality Act 1948, che ha consentito un accesso più semplice al paese.
Le attività della zona all'inizio erano radicate nel settore della ristorazione, poiché dopo il boom dell'immigrazione sono sorti molti ristoranti cinesi. Negli anni 1970 iniziarono ad emergere altre attività cinesi, come negozi di medicina, supermercati cinesi e servizi finanziari e legali, tutti al servizio dei dipendenti del crescente numero di ristoranti cinesi nella zona. A partire dalla fine degli anni 1980, alcune aziende cinesi hanno iniziato a creare filiali nella zona, la prima fu la Chinese Arts Centre nel 1989, seguita, nel 2013, dalla Bank of East Asia.

## Geografia
Chinatown è un quartiere del centro città di Manchester. I suoi confini formano un rettangolo, circondato da Mosley Street a ovest, Portland Street a est, Princess Street a sud e Charlotte Street a nord. Tuttavia, questi confini non sono ufficiali; alcune mappe estendono la chinatown più a sud fino a Oxford Street. Ad est si trova il quartiere LGBT della città , incentrato su Canal Street, e a nord si trovano i Piccadilly Gardens. Essendo nel centro della città, l'area è interamente urbanizzata. A differenza del centro di Manchester nel suo insieme, le strade della chinatown appaiono in gran parte in una pianta schema ippodameo.

## Monumenti e luoghi d'interesse
Uno dei monumenti più significativi della chinatown è l'arco di Faulkner Street. Il paifang, sotto il quale passa il traffico stradale, è stato appositamente costruito in Cina e spedito in tre container. La costruzione iniziò nel Natale del 1986 e fu completata entro Pasqua 1987, un anno dopo il gemellaggio tra le città di Manchester e Wuhan. La struttura era un dono del comune di Manchester alla comunità cinese, ed è adornata con draghi e fenici.
Dopo molti anni, l'arco ha richiesto interventi di restauro; una rete è stata avvolta attorno a una parte della struttura per impedire lo spostamento di ulteriori piastrelle, infatti, all'inizio del 2013, l'arco è stato riparato dalla Cheshire Construction Company.
Un altro punto di riferimento è il centralino telefonico Guardian. L'edificio ora di proprietà della BT e utilizzato per lavori di comunicazione, sebbene sia stato costruito per un uso completamente diverso. L'edificio si trova in cima a un bunker sotterraneo, costruito tra il 1949 e il 1954 e pagato dalla NATO. Il bunker era un rifugio antiatomico progettato per proteggere i funzionari in caso di bomba atomica e presenta oltre quattro miglia di tunnel. Ai media fu proibito di rivelare l'esistenza del bunker fino al 1967 e fu costruito da lavoratori polacchi che non sapevano parlare inglese.
Inoltre la chinatown ha numerosi monumenti classificati come 55 Faulkner Street.